# Anthony Holles
Anthony Frederick Holles (ur. 8 lutego 1939 w Liverpoolu) – brytyjski łyżwiarz figurowy startujący w parach sportowych z Joyce Coates. Uczestnik igrzysk olimpijskich (1956), dwukrotny brązowy medalista mistrzostw Europy (1958, 1959), czterokrotny mistrz Wielkiej Brytanii (1956–1959).

## Osiągnięcia

### Z Joyce Coates
| Zawody                        | 1954           | 1955           | 1956           | 1957           |                |                |                |                |                |                |                |                |                |                |                |                |                |
| Międzynarodowe                | Międzynarodowe | Międzynarodowe | Międzynarodowe | Międzynarodowe | Międzynarodowe | Międzynarodowe | Międzynarodowe | Międzynarodowe | Międzynarodowe | Międzynarodowe | Międzynarodowe | Międzynarodowe | Międzynarodowe | Międzynarodowe | Międzynarodowe | Międzynarodowe | Międzynarodowe |
| ----------------------------- | -------------- | -------------- | -------------- | -------------- | -------------- | -------------- | -------------- | -------------- | -------------- | -------------- | -------------- | -------------- | -------------- | -------------- | -------------- | -------------- | -------------- |
| Igrzyska olimpijskie          | 10             |                |                |                |                |                |                |                |                |                |                |                |                |                |                |                |                |
| Mistrzostwa świata            | 7              | 5              | 4              |                |                |                |                |                |                |                |                |                |                |                |                |                |                |
| Mistrzostwa Europy            | 4              | 5              | 3              | 3              |                |                |                |                |                |                |                |                |                |                |                |                |                |
| Krajowe                       |                |                |                |                |                |                |                |                |                |                |                |                |                |                |                |                |                |
| Mistrzostwa Wielkiej Brytanii | 1              | 1              | 1              | 1              |                |                |                |                |                |                |                |                |                |                |                |                |                |